# Нападение УПА на пассажирский поезд Белжец — Рава-Русская
Нападение УПА на пассажирский поезд Белжец—Рава-Русская (пол. Napad UPA na pociąg osobowy Bełżec-Rawa Ruska) — массовое уничтожение бойцами УПА пассажиров поезда польской национальности. Произошло около сёл Затылье и Белжец в Томашувском повяте Польши 16 июня 1944 года.

## Предыстория
После начатой отрядами Украинской повстанческой армии (УПА) резни поляков на Волыни, пик которой пришёлся на июль 1943 года, украинские националисты начали массовые убийства польского населения бывшей Восточной Галичины (ныне Львовская, Ивано-Франковская и Тернопольская области). Первые атаки на польские сёла в этом регионе состоялись ещё в октябре 1943 года, а их усиление произошло в феврале 1944. К концу июня 1944 года антипольские действия охватили всю территорию Восточной Галиции и даже перетекли на территорию современной Польши.

## Ход бойни
16 июня 1944 года в семь часов утра с железнодорожного вокзала в Белжеце в направлении Равы-Русской отправился поезд, полный пассажиров — поляков, немцев и украинцев. Менее чем через полчаса поезд попал в засаду. Она была тщательно подготовлена. Машинист — украинец Захар Процик был в сговоре с украинскими националистами. Увидев на железнодорожном пути бойца УПА в немецкой форме, машинист остановил поезд в условленном месте.
После остановки состава, из леса вышли несколько десятков вооружённых людей, одетых в различную форму, некоторые были в гражданском. Пассажирам под угрозой применения оружия было приказано сойти с поезда и предъявить документы для определения национальности. Украинцев и немцев уповцы не тронули, а поляков отделили. Мужчин-поляков расстреляли на месте. Затем приступили к женщинам и детям: их положили лицом вниз, били прикладами, кололи штыками и.т.д. Одна из пассажирок поезда, Ядвига Гопко — стала убегать. Один из бойцов УПА побежал за ней. В какой-то момент Ядвига упала в ручей, и спряталась под кустами. Преследователь её заметил и выстрелил. Но не убил, как ему показалось, а только ранил в руку.
Бойцы УПА собрали у погибших документы, часы, другие ценные вещи и ушли в лес в сторону Затылье. Поезд уехал. Местные жители услышали крики и стрельбу, поняли что случилось и направились к месту бойни. Члены подпольной Армии Крайовой также пришли туда и привели с собой фотографа поручика Тадеуша Желеховского, который сделал более сорока фотоснимков. Это позволило в дальнейшем хорошо задокументировать резню.
Убитых и раненных погрузили на доски, проложенные между двумя железнодорожными дрезинами, и привезли в Белжец. Трупы выложили в ряд вдоль дороги, ведущей к кладбищу. Семьи приходили, находили своих и забирали. Тех, кого никто не опознал, похоронили в братской могиле на месте кладбища.
Большинство историков указывают, что жертв бойни было около сорока: 41 (Томаш Берёза) или 42 (Гжегож Мотыка).
По мнению польского историка Гжегожа Мотыки, отрядом УПА «Сероманцы», который напал на поезд, командовал Дмитрий Карпенко по кличке «Ястреб». Другой польский историк Мариан Сурма обнаружил в киевских архивах рассказ одного из нападавших (Петра Хомина). Его воспоминания записал на магнитную ленту в 1993 году украинский историк Богдан Гук. Рассказ Хомина свидетельствует о том, что резня была совершена отрядом СБ-ОУН под командованием «Бориса» (Ивана Погоривского), бывшего коменданта шуцполиции в Любыче-Королевской.
В конце марта 1944 года боевики «Бориса» содействовали дезертирству украинских полицейских в Раве-Русской, имитировав нападение на него. Большинство бывших полицейских этого участка создали сотню УПА «Месники», история которой подробно описана в книге «Партизанскими дорогами с командиром „Зализняком“». Боёвка «Бориса» вместе с последовательно возникающими другими подразделениями УПА до июня 1944 года уже активно осуществляла «деполонизацию» Любачувского повята.

## Отрицание причастности УПА
Украинский историк Владимир Мороз ставит под сомнение версию о причастности сотни Дмитрия Карпенко и в целом УПА. Он допускает, что поезд мог остановить отряд красных партизан под предводительством Григория Ковалёва, который, по его утверждению, в отличие от сотни Дмитрия Ястреба, находился в это время поблизости. Источники, на которых ссылается польский историк Станислав Ястшембский, он считает сомнительными.